# جان دی دنس
جان دی دنس (انگلیسی: Jan Diddens؛ ۱۴ سپتامبر ۱۹۰۶ – ۲۱ ژوئیهٔ ۱۹۷۲) یک بازیکن فوتبال اهل بلژیک بود. 
وی همچنین در تیم ملی فوتبال بلژیک بازی کرده‌است.